# Black Sheep (hiphopgroep)
Black Sheep is een hiphopduo uit New York, Verenigde Staten, bestaande uit Andres "Dres" Titus en William "Mista Lawnge" McLean. De groep was verbonden met het hiphopcollectief "Native Tongues" samen met onder andere: A Tribe Called Quest, Jungle Brothers en De La Soul.
Hun album "A Wolf In Sheeps Clothing" uit 1991 bracht succes in de Amerikaanse hiphopgemeenschap. In 1995 gingen de groep uit elkaar om in 2000 toch weer bij elkaar te komen.

## Discografie
- A Wolf in Sheep's Clothing (1991)
- Non-Fiction (1994)